# Národ Psích vojáků
Národ Psích vojáků je rekapitulační album pražské hudební skupiny Psí vojáci. Jedná se o kompilaci dřívějších písní, které však byly nově nahrány ve studiu (až na poslední píseň Psí vojáci, živou nahrávku z roku 1980). Album obsahuje čtrnáct písní, autorem většiny textů je Filip Topol. Deska byla nahrána v červnu 1996 v brněnském studiu Audio Line a téhož roku vyšla. Jako hosté si zahráli Vladimír Václavek a bývalý člen Psích vojáků Jan Hazuka. Zvukovou režii obstarali Vladimír Holek a Roman Jež. Obal je dílem Psích vojáků a Marka Naglmüllera. Album vyšlo na CD a MC.

## Seznam písní
| Pořadí | Název písně                | Délka | Autor textu               | Dříve uvedeno na albu                 | Později uvedeno na albu                        |
| ------ | -------------------------- | ----- | ------------------------- | ------------------------------------- | ---------------------------------------------- |
| 1.     | Russian mystic pop op. IV. | 04:05 | Filip Topol               | Nalej čistého vína, pokrytče          | Filip Topol & Agon Orchestra                   |
| 2.     | Protínání                  | 07:32 | Filip Topol               | Leitmotiv                             |                                                |
| 3.     | Černý sedlo                | 06:12 | Filip Topol               | Nalej čistého vína, pokrytče          | Filip Topol & Agon Orchestra                   |
| 4.     | Chce se mi spát            | 03:42 | Filip Topol               | Leitmotiv                             | Filip Topol & Agon Orchestra                   |
| 5.     | Žiletky                    | 03:13 | Filip Topol               | P.V.O.                                | Mučivé vzpomínky, Filip Topol & Agon Orchestra |
| 6.     | Žiju                       | 03:13 | anonym                    | Live II., Vol. 1, Nechoď sama do tmy  | Studio 1983–85, Filip Topol & Agon Orchestra   |
| 7.     | Thunblues                  | 03:42 | Jáchym Topol              |                                       | Psi a vojáci                                   |
| 8.     | Marilyn Monroe             | 06:07 | Filip Topol               | P.V.O., Nalej čistého vína, pokrytče  | Filip Topol & Agon Orchestra                   |
| 9.     | Hospoda                    | 03:39 | Jáchym Topol              | Leitmotiv, Vol. 1, Nechoď sama do tmy | Studio 1983–85, Filip Topol & Agon Orchestra   |
| 10.    | I’m lucky                  | 03:37 | Filip Topol               | Live I.                               |                                                |
| 11.    | Kruhy                      | 03:35 | Filip Topol               | Brutální lyrika                       | Filip Topol & Agon Orchestra                   |
| 12.    | Nebe je zatažený           | 04:53 | Filip Topol               | Leitmotiv                             |                                                |
| 13.    | Sbohem a řetěz             | 03:05 | Jáchym Topol a Jan Ptáček | P.V.O.                                |                                                |
| 14.    | Psí vojáci                 | 03:57 | Jáchym Topol              | 1979/80 Live                          | Psi a vojáci                                   |

## Složení

### Psí vojáci
- Filip Topol – zpěv, piano, texty
- David Skála – bicí nástroje
- Luděk Horký – basová kytara
- Jiří Jelínek – saxofony
- Jan Hazuka – basová kytara (14)
- Vít Krůta – kytara (14)

### Hosté
- Jan Hazuka – basová kytara (12)
- Vladimír Václavek – kytara (12)